# NGC 5994
NGC 5994 est une petite galaxie spirale barrée située dans la constellation du Serpent. NGC 5994 a été découverte par l'ingénieur irlandais Bindon Stoney en 1851.

## Description
Sa vitesse par rapport au fond diffus cosmologique est de (3497 ± 8 km/s), ce qui correspond à une distance de Hubble de 51,6 ± 3,6 Mpc (∼168 millions d'al).
NGC 5994 présente une large raie HI.
La vitesse de récession de NGC 5994 et de NGC 5996 sont presque les mêmes. Elles sont donc à peu près la même distance de la Voie lactée. Cette paire de galaxies figure dans l'atlas des galaxies particulières de Halton Arp sous la cote Arp 72. Arp mentionne une extension de matière de faible intensité d'un bras (NGC 5996) vers la galaxie compagne (NGC 5994). Cette paire de galaxie fait aussi partie du catalogue des galaxies en interaction Vorontsov-Velyaminov.

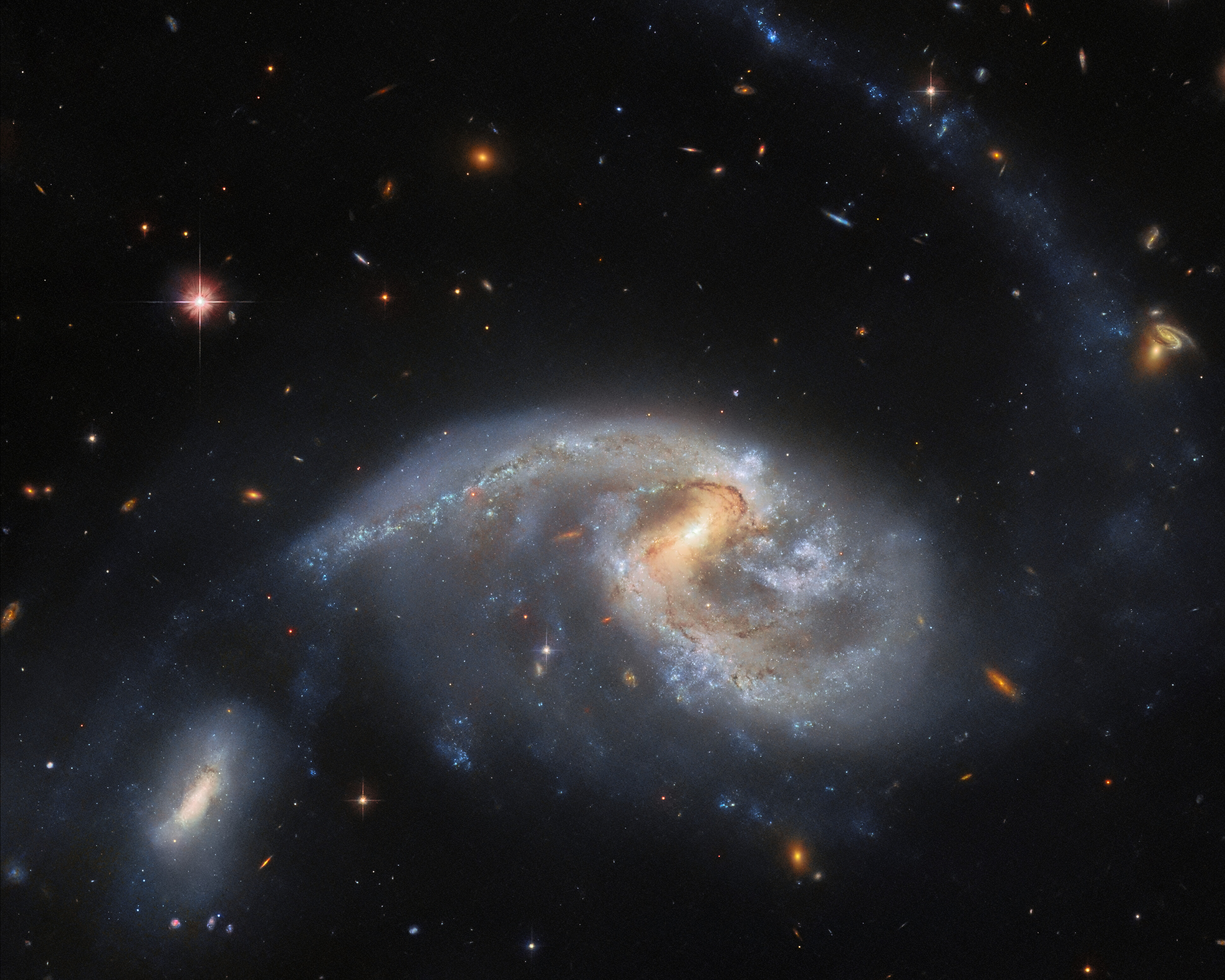
NGC 5994 et NGC 5996 par le télescope spatial Hubble.